# The Bridge of San Luis Rey (film, 1944)
Cet article concerne un film de 1944. Pour le roman dont il est tiré, voir Le Pont du roi Saint-Louis. Pour la première adaptation littéraire, voir Le Pont du roi Saint-Louis (film, 1929). Pour le remake de 2004, voir Le Pont du roi Saint-Louis (film, 2004).
Pour plus de détails, voir Fiche technique et Distribution.
The Bridge of San Luis Rey est un film américain en noir et blanc réalisé par Rowland V. Lee, sorti en 1944. Il s'agit de la seconde adaptation du roman Le Pont du roi Saint-Louis de Thornton Wilder (1927).

## Synopsis
En l'an 1774, un pont centenaire menant à la chapelle de San Luis Rey au Pérou, plonge dans le gouffre profond qu'il enjambe, tuant les cinq personnes qui le traversent. Frère Juniper, un des moines de la chapelle, en est témoin et voit sa foi ébranlée par le malheureux incident. Il se rend à Lima pour chercher des réponses à ses questions pourquoi ces cinq ont été choisis par Dieu pour mourir de cette mort violente. Là-bas, il parle à une figure de théâtre locale bien connue appelée Oncle Pio et lui pose des questions sur une actrice célèbre, Micaela Villegas. Pio commence alors à raconter l'histoire de sa rencontre avec Micaela et les événements malheureux qui ont conduit au tragique accident. Il y a des années, lorsque Micaela travaillait à Lima, elle était amoureuse de l'audacieux et passionnant Manuel. Son frère jumeau, Esteban, détestait Micaela. Lorsque Manuel est parti pour l'Espagne, Pio est devenu le mentor de Micaela et l'a aidée à devenir une excellente actrice, travaillant pour le Comedia Theatre.
Sa célébrité et sa beauté ont attiré l'intérêt du vice-roi Don André et il lui a demandé de lui rendre une visite privée dans son manoir. Juste avant que Micaela soit sur le point d'aller chez le vice-roi, Manuel revient de son voyage et au lieu d'aller chez le vice-roi, elle passe la nuit avec son bien-aimé Manuel. La tension monte entre les frères jumeaux lorsque Manuel découvre toutes les lettres que Micaela lui a écrites, qu'Esteban a négligé de lui transmettre. Esteban s'excuse et se sent coupable de ce qu'il a fait, au point qu'il est sur le point de se suicider, mais Manuel l'empêche de se pendre. Lorsqu'Estaban a récupéré, Manuel se lance dans un nouveau long voyage. Lorsque Micaela est à nouveau invitée chez le vice-roi, elle accepte l'invitation. En raison de l'intérêt du vice-roi pour Micaela, la marquise Dona Maria se sent menacée et décide de s'en débarrasser. La marquise se fait passer pour l'amie de Micaela pour gagner sa confiance, contrairement aux autres invités de marque du vice-roi. C'est la fin du récit de l'oncle Pio.
Juniper rend visite à l'abbesse. Elle lui parle de la marquise, dont la fille s'est enfuie en Espagne et a épousé un jeune aristocrate. La marquise confia sa solitude à l'abbesse et se vit recommander une jeune compagne, une orpheline nommée Pepita, que la marquise finit par maltraiter à cause de sa propre amertume. Pio a également été consulté par la Marquise, à propos du vice-roi et de Micaela, mais Pio n'a aucune information à donner. Le vice-roi tombe amoureux de Micaela et Esteban l'avertit que les nobles complotent pour se débarrasser d'elle. Micaela est bouleversée et se tourne vers Pio pour obtenir de l'aide, et il lui donne une chanson à utiliser lors de sa performance au château. Les paroles parlent d'un stratagème pour prendre le trône, et le public aristocrate est très offensé. Le vice-roi force Micaela à s'excuser, mais la marquise réalise à quel point elle a été stupide et s'excuse à son tour auprès de Micaela. Elle commence à s'interroger sur la nature humaine et sur la capacité des gens à se transformer en quelque chose de meilleur, comme Esteban et la Marquise.
Manuel revient de ses voyages en tant que capitaine et demande à Micaela de l'accompagner. Le vice-roi entre lorsqu'ils s'embrassent et demande à voir Manuel dans son palais. Manuel est arrêté cette nuit-là, car le vice-roi le considère comme trop de concurrence pour Micaela. Lorsque le vice-roi est invité à retourner en Espagne, il demande à Micaela de l'accompagner. Elle refuse à cause de l'incarcération de Manuel. Elle supplie Pio de l'aider à libérer Manuel de prison, avant de partir en voyage dans les montagnes avec le vice-roi et sa suite. Pio parvient à libérer Manuel, mais il est ensuite interrogé par le vice-roi. Pio conseille au vice-roi de ne pas tuer Manuel, car cela ferait de lui un martyr. À la suite de ce conseil, Manuel est gracié et Pio apporte le document signé là où se cache Manuel, près du pont de San Luis Rey. Peu de temps après, le vice-roi et sa petite suite, dont Micaela, la marquise, Pepita et leur scribe Esteban, arrivent au pont. Le vice-roi traverse le pont de l'autre côté et est suivi par les autres. Juste au moment où Micaela est sur le point de commencer à traverser, Manuel arrive, s'arrête et l'embrasse. Elle parvient à faire un seul pas sur le pont lorsqu'il s'effondre, envoyant le vice-roi, la marquise, Esteban, Pepita et un autre homme à la mort. 
Micaela est retirée et sauvée par Manuel. 

## Fiche technique
- titre original : The Bridge of San Luis Rey
- Réalisation : Rowland V. Lee
- Scénario : Howard Estabrook et Herman Weissman d'après le roman Le Pont du roi Saint-Louis de Thornton Wilder (1927)
- Société de distribution : United Artists
- Musique : Dimitri Tiomkin
- Montage : Harvey Manger
- photographie : John W. Boyle, John J. Mescall
- Genre : drame
- Format : noir et blanc - Aspect Ratio : 1.37 : 1 - son : Mono (Western Electric Mirrophonic Recording)
- Durée : 107 minutes - version restaurée : 89 minutes
- Date de sortie :
  - États-Unis : 11 février 1944

## Distribution
- Lynn Bari : Michaela Villegas
- Akim Tamiroff : Uncle Pio
- Francis Lederer : Esteban / Manuel
- Alla Nazimova : Doña Maria - La Marquise
- Louis Calhern : Don Andre
- Donald Woods : Brother Juniper
- Blanche Yurka : The Abbess
- Barton Hepburn : Don Gonzalo
- Joan Lorring : Pepita
- Emma Dunn : Doña Mercedes
- Abner Biberman : Maita

## Récompenses et distinctions
Dimitri Tiomkin a été nommé pour la meilleure musique lors des Oscars du cinéma en 1945.